# In utroque iure
La locuzione latina in utroque iure, tradotta letteralmente, significa "nell'uno e nell'altro diritto" e veniva utilizzata nelle prime università europee per indicare i dottori laureati in diritto civile e in diritto canonico (Utroque Jure Doctor, il cui acronimo era U.J.D. o U.I.D.)
. 

## Storia
Il titolo di «dottore nell'uno [civile] e nell'altro [ecclesiastico] diritto» era il precursore della attuale laurea in Giurisprudenza.
Il titolo viene ancora conferito dalla Pontificia Università Lateranense e da altre università europee, specialmente in Svizzera e Germania. L'espressione è spesso riportata negli atti vescovili e curiali.